# Alice Gyldenstolpe
Hedvig Fredrika Alice Gyldenstolpe, född Nieroth 18 mars 1850 i Stockholm, död 12 maj 1927 i Linköpings församling, Östergötlands län, var en svensk grevinna och statsfru.

## Biografi
Alice Gyldenstolpe föddes 1850. Hon var dotter till kammarherren Knut Nieroth och Johanna Charlotta Wegelin. Gyldenstolpe blev 16 november 1883 statsfru hos drottningen och blev sedan tjänstfri. Hon fick 18 september 1897 Konung Oscar II:s jubileumsminnestecken och 6 juni 1907 Konung Oscar II:s och Drottning Sofias guldbröllopsminnestecken. Gyldenstolpe avled 1927 i Linköping.

### Familj
Gyldenstolpe gifte sig med hovmannen greve Gustaf Gyldenstolpe (1839–1919). De fick tillsammans barnen sjuksköterskan Alice Gyldenstolpe (född 1872–1953) som var gift med landshövdingen greve Eric Trolle, Märta Hedvig Jacquette Gyldenstolpe (1874–1910) som var gift med engelske miniserresidenten Henry Georg Outram Bax-Ironside i Venezuela och kammarherren greve Nils Gyldenstolpe (1886–1961).